# Booth
Booth é uma comunidade não incorporada localizada no condado de Autauga, no estado norte-americano do Alabama. Integra a área metropolitana de Montgomery [en].